# Etanolammina ossidasi
La etanolammina ossidasi è un enzima appartenente alla classe delle ossidoreduttasi, che catalizza la seguente reazione:
etanolammina + H2O + O2 ⇄ glicolaldeide + NH3 + H2O2
L'enzima è una cobammide-proteina.